# Tristickstoff
Tristickstoff (InChI: 1/N3/c1-3-2) ist eine allotrope Modifikation des Stickstoffs mit drei Stickstoffatomen in einem Molekül, häufiger auch mit „Azid-Radikal“ oder Trinitrogen bezeichnet. Sowohl eine lineare Anordnung der drei Stickstoffatome mit jeweils zwei Doppelbindungen als auch eine zyklische Molekülform ist möglich.
Aufgrund seines thermodynamisch berechneten hohen Energiegehalts könnte er interessant sein als kohlenstofffreier Treibstoff, allerdings nur als Energiezwischenspeicher, jedoch nicht als Lieferant für primäre Energie.
Im Gegensatz zum – bislang nur berechneten – Buckyball-Stickstoff ist Tristickstoff zumindest solange greifbar, dass er spektroskopisch erfasst werden konnte. Über seine mögliche Verwendung als Treibstoff hinaus gibt es z. B. metallorganische Verbindungen mit Tristickstoff-Ligand [(N-N-N)Pd(Methyl)Cl]. Das Azid-Radikal ist eine mögliche Zwischenstufe bei der Azidonitratisierung (Umsetzung mit Natriumazid und Ammoniumcer(IV)-nitrat).